# 斑虻鲉
斑虻鲉（学名：Ocosia fasciata），又名條紋裸絨鮋、條紋線鮋、石狗公、石頭魚，为鮋科線鮋屬下的一个种。

## 分布
本魚分布於日本、台灣北部及東北部海域。

## 深度
水深77~254公尺。

## 特徵
本魚體型呈長橢圓形，頭部中大，頭頂平滑無棘稜，口大，吻的背緣，平直無凹漥，下頜稍突出。眼中大，眼眶下緣平滑無硬棘。背鰭甚長，起點在眼睛正上方，背鰭硬棘部份，鰭膜有深凹刻。體裸露無鱗質感滑柔似絨布，體側散有許多不規則黑色斑紋，無鰾。體為深紅色，體上有4~5條不明顯的黑色寬橫紋，各鰭均有黑點散布，體長約5.6公分，屬於小型魚類。背鰭硬棘14~16枚、軟條7~9枚；臀其硬棘3枚、軟條4~6枚。

## 生態
棲息於大陸棚邊緣的泥沙底質海域，近海肉食性魚類，以小型甲殼類為主食。

## 經濟利用
無任何經濟價值。